# Víctor López Seoane

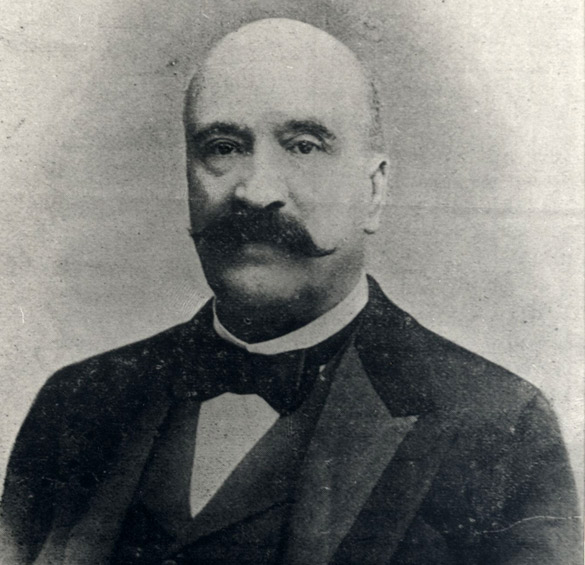
Víctor López Seoane

Víctor López Seoane y Pardo-Montenegro (* 28. September 1832 in Ferrol; † 14. Juli 1900 in A Coruña) war ein spanischer Mediziner, Naturforscher und Zoologe. Über die Grenzen Spaniens hinaus bekannt, zählte er zur Elite der Naturforscher des 19. Jahrhunderts und war ein geachteter Wissenschaftskollege Ernst Haeckels und Charles Darwins, mit denen er intensive Kontakte pflegte.

## Leben und Wirken
Seoane war der Sohn eines Marineoffiziers, der in Vigo stationiert war. Entgegen der Familientradition folgend als Kadett in die Seestreitkräfte einzutreten, zog es Seoane vor auf einer Hochschule in Tui sein Abitur zu machen, sich danach an der Universität Santiago de Compostela einzuschreiben, wo er im Juli 1851 mit dem Bachelor der Philosophie abschloss.
Anschließend studierte er Medizin und im Nebenfach Naturwissenschaft in Santiago, wo er sein erstes Herbarium anlegte und danach in Madrid und Granada. Schon 1853, während seines Studiums in Madrid hielt er am Museo Popular seine ersten Vorlesungen in Botanik. 1857 wechselte er nach Granada in Andalusien, wo er die Bekanntschaft mit Christian Ludwig und Alfred Brehm machte, das ihn veranlasste neben seinem Medizinstudium seine Interessen mehr auf die Ornithologie und die Vogelbeobachtung der Region zu verlegen. 1861 schloss er in Santiago wiederum sein Medizinstudium mit dem Staatsexamen erfolgreich ab.
Danach, von 1862 bis 1864, unterrichtete er an einem neu gegründeten Gymnasium in A Coruña, dem Instituto de Bachillerato, Physik, Chemie und Naturgeschichte und gründete ein Naturgeschichtliches Kabinett, das er durch eigene Sammlungen bereicherte. Danach, 1864, kehrte er in seine Geburtsstadt Ferrol zurück und arbeitete als Arzt in einem Marinehospital. Während dieser Zeit, 1869, heiratete er die reiche Witwe Francisca Riobóo Álvarez (1834–1919), quittierte 1870 seinen Dienst als Arzt und verlegte seinen Wohnsitz wieder zurück nach A Coruña, wo er sich auf den Ländereien seiner Frau in O Allo (Provinz Zas) als Landwirt betätigte und gleichzeitig mit Verwaltungsaufgaben der Provinz engagierte. Seine administrative Tätigkeiten veranlassten ihn 1874 ein neues Studium der Jurisprudenz in Santiago zu beginnen, das er in Oviedo als Lizenziat abgeschlossen hat.
Mit den spanischen Naturforschern und Zoologen wie z. B. Ignacio Bolívar y Urrutia, Mariano de la Paz Graëlls y de la Aguera und Juan Lembeye bestens bekannt, lernte er auf seinen ausdehnten Reisen 1878 durch Europa auch die führenden Köpfe auf diesem Gebiet des Kontinents mit Raphaël Blanchard, George Albert Boulenger, Charles Darwin, Anton Dohrn, Albert Günther, Ernst Haeckel, Ragnar Hult und Heinrich Moritz Willkomm persönlich kennen. Die Anerkennung der wissenschaftliche Verdienste Seoanes drückt sich auch in der Tatsache aus, dass er auf dem ersten Internationalen Zoologen-Kongress 1889 in Paris zusammen mit Bolívar y Urrutia und Mariano de la Paz Graëlls in das Comité de Patronage gewählt wurde.
Seoane war Mitglied der wichtigsten Gesellschaften und Akademien Europas (Zoologie, Botanik, Entomologie und Geologie) sowie der Medizinisch-Chirurgischen Akademie in Madrid und des Rates für Landwirtschaft, Industrie und Handel, dessen Präsident er in seinen letzten Lebensjahren er noch war. In Spanien kämpfte er für die Anerkennung der Thesen Charles Darwins und sein letztes Ziel eine umfassende moderne Naturgeschichte Galiciens, das er aber wegen seines Ablebens nicht mehr vollenden konnte.

### Von Seoane entdeckte und beschriebene Arten
Natrix astreptophora (López Seoane 1885)
Podarcis bocagei (López Seoane 1885)

### Nach Seoane benannte Arten
Vipera seoanei Lataste 1879

## Schriften
- Die Orthopteren der Spanisch-Portugiesischen Halbinsel; Stettin: R. Grassmann, 1878.
- Neue Bodengattung und Art von den Philippinen; Frankfurt: Christian Winter, 1881, WorldCat.

## Sekundärliteratur
- Carballal Durán, Regina.; Xosé Antón Fraga; Gracía Molares, Aida. e Reinoso Franco, Juán. (1992): A Colección de Musgos, Hepáticas e Liques de López Seoane e Hult. Seminario de Estudos Galegos, Área de Bioloxía. O Castro-Sada (A Coruña): Ediciós do Castro.
- Fraga Vázquez, X. A. (1988): Embrioloxía e taxonomía a fins do século XIX. As notas embriolóxicas de López Seoane (1881) no contexto da Herpetoloxía europea. Ingenium, 1: 27-58.
- Fraga Vázquez, X. A. (1988): A Herpetoloxía a fins do século XIX: o labor de López Seoane. Estudios sobre Historia de la Ciencia y de la Técnica, II: 867-879. Valladolid.
- Fraga Vázquez, X. A. (1989): Novos dados sobre os contactos entre Darwin e López Seoane (1881) e unha valoración global da influencia darwinista no labor científico do naturalista galego. Revista do Instituto "José Cornide" de Estudios Coruñeses, 22: 5-26. A Coruña.
- Fraga Vázquez, X. A. (1992): Víctor López Seoane. Editorial Gaesa.
- Baltasar Merino (1907): Don Víctor López Seoane como naturalista. En VV.AA. Linneo en España: 327-340. Saragossa: M. Escar.
- Ron Pedreira, A. (1983): Víctor López Seoane, naturalista gallego. Notas para una biografía. Concepción Arenal. Ciencias y Humanidades, 4: 45–50. Ferrol.

## Nachweise
1. 1 2  Isolde Schmidt: López Seoane, Víctor Ramón. Lexikon der bedeutenden Naturwissenschaftler. Band 2, Elsevier, S. 431, München 2007, ISBN 978-3-8274-1883-8
2. 1 2  WaybackMachine: Víctor López Seoane. Instituto José Cornide de Estudos Coruñeses, archiviert vom Original am 8. Dezember 2013; abgerufen am 11. April 2020 (spanisch).  Info: Der Archivlink wurde automatisch eingesetzt und noch nicht geprüft. Bitte prüfe Original- und Archivlink gemäß Anleitung und entferne dann diesen Hinweis.
3. ↑  Francisca Riobóo y Álvarez. Geneall, abgerufen am 11. April 2020 (spanisch).
4. ↑  Fraga Vázquez: Víctor López Seoane - O grande naturalista galego e a perversión da orixinalidade científica. culturagalega, 26. Mai 2013, abgerufen am 11. April 2020 (spanisch).
5. ↑  Isabel bugallal: El amigo gallego de Darwin. Faro de Vigo, 20. April 2013, abgerufen am 11. April 2020 (spanisch).

| Personendaten    | Personendaten                                                |
| ---------------- | ------------------------------------------------------------ |
| NAME             | López Seoane, Víctor                                         |
| ALTERNATIVNAMEN  | López Seoane y Pardo-Montenegro, Víctor (vollständiger Name) |
| KURZBESCHREIBUNG | spanischer Zoologe und Mediziner, Hochschullehrer            |
| GEBURTSDATUM     | 28. September 1832                                           |
| GEBURTSORT       | Ferrol                                                       |
| STERBEDATUM      | 14. Juli 1900                                                |
| STERBEORT        | A Coruña                                                     |